# Stazione di Omignano-Salento
La stazione di Omignano-Salento è una stazione ferroviaria posta sulla linea Battipaglia-Reggio Calabria. Serve i centri abitati di Omignano e di Salento.